# Pallacanestro ai XV Jeux des îles
Le gare di pallacanestro ai XV Jeux des îles si sono svolte ad Alcamo (TP) e Montelepre (PA), dal 24 al 28 maggio 2011.
Per seguire l'alternanza imposta dal COJI, nell'edizione 2011 si è svolto soltanto il torneo maschile.

## Formula
Si sono disputati due gironi con la formula del round-robin. Al termine di questi le prime due di ogni girone si sono incrociate nelle semifinali e conseguenti finali, le terze e le quarte invece hanno disputato le finali 5º-8º posto. In caso di vittoria la squadra si aggiudica 2 punti, in caso di sconfitta 1, mentre se la squadra non si presenta in campo prende 0 punti. A parità di punti prevale la differenza canestri.
Il primo classificato vince la medaglia d'oro, il secondo quella d'argento, il terzo quella di bronzo.

## Risultati

### Fase a gironi

#### Girone A
|   | Squadra  | Pt | V | P | PF  | PS  | Diff. |
| - | -------- | -- | - | - | --- | --- | ----- |
| 1 | Sardegna | 6  | 3 | 0 | 286 | 143 | +143  |
| 2 | Madera   | 4  | 2 | 1 | 217 | 175 | +42   |
| 3 | Azzorre  | 2  | 1 | 2 | 143 | 223 | -80   |
| 4 | Elba     | 0  | 0 | 3 | 130 | 235 | -95   |

##### Prima giornata
| 24/05/2011 | 9.00  | Sardegna | - | Madera  | 89 - 65 | Pala "Tre Santi" – Alcamo |
| 24/05/2011 | 11.00 | Elba     | - | Azzorre | 47 - 62 | Pala "Tre Santi" – Alcamo |

##### Seconda giornata
| 25/05/2011 | 9.00  | Elba   | - | Sardegna | 39 - 95 | Pala "Tre Santi" – Alcamo |
| 25/05/2011 | 11.00 | Madera | - | Azzorre  | 74 - 42 | Pala "Tre Santi" – Alcamo |

##### Terza giornata
| 25/05/2011 | 16.00 | Madera  | - | Elba     | 78 - 44  | Pala "Tre Santi" – Alcamo |
| 25/05/2011 | 18.00 | Azzorre | - | Sardegna | 39 - 102 | Pala "Tre Santi" – Alcamo |

#### Girone B
|   | Squadra   | Pt | V | P | PF  | PS  | Diff. |
| - | --------- | -- | - | - | --- | --- | ----- |
| 1 | Sicilia   | 6  | 3 | 0 | 256 | 107 | +149  |
| 2 | Martinica | 4  | 2 | 1 | 187 | 121 | +66   |
| 3 | Mayotte   | 2  | 1 | 2 | 135 | 217 | -82   |
| 4 | Corsica   | 0  | 0 | 3 | 99  | 232 | -133  |

##### Prima giornata
| 24/05/2011 | 9.00  | Sicilia   | - | Mayotte | 92 - 33 | Pala "Don Pino Puglisi" – Montelepre |
| 24/05/2011 | 11.00 | Martinica | - | Corsica | 58 - 29 | Pala "Don Pino Puglisi" – Montelepre |

##### Seconda giornata
| 25/05/2011 | 9.00  | Martinica | - | Sicilia | 43 - 58 | Pala "Don Pino Puglisi" – Montelepre |
| 25/05/2011 | 11.00 | Mayotte   | - | Corsica | 68 - 39 | Pala "Don Pino Puglisi" – Montelepre |

##### Terza giornata
| 25/05/2011 | 16.00 | Mayotte | - | Martinica | 34 - 86  | Pala "Don Pino Puglisi" – Montelepre |
| 25/05/2011 | 18.00 | Corsica | - | Sicilia   | 31 - 106 | Pala "Don Pino Puglisi" – Montelepre |

### Fase a eliminazione diretta

#### Finali 5º-8º posto
|  | Semifinali | Semifinali | Semifinali |         |         | Finale  | Finale | Finale |  |
|  |            |            |            |         |         |         |        |        |  |
|  | 3A         | Azzorre    | 33         |         |         |         |        |        |  |
|  | 3A         | Azzorre    | 33         |         |         |         |        |        |  |
|  | 4B         | Corsica    | 28         |         |         |         |        |        |  |
|  | 4B         | Corsica    | 28         |         | Azzorre | Azzorre | 70     |        |  |
|  |            |            |            |         | Azzorre | Azzorre | 70     |        |  |
|  |            |            | Mayotte    | Mayotte | 53      |         |        |        |  |
|  | 3B         | Mayotte    | Mayotte    | Mayotte | 53      | 85      |        |        |  |
|  | 3B         | Mayotte    |            |         |         |         |        |        |  |
|  | 4A         | Elba       | 52         |         |         |         |        |        |  |

| 27/05/2011 | 16.00 | Azzorre | - | Corsica | 33 - 28 | Pala "Don Pino Puglisi" – Montelepre |
| 27/05/2011 | 18.00 | Mayotte | - | Elba    | 85 - 52 | Pala "Don Pino Puglisi" – Montelepre |

##### Finale 7º-8º posto
| 28/05/2011 | 9.00 | Corsica | - | Elba | 85 - 52 | Pala "Don Pino Puglisi" – Montelepre |

#### Finale 5º-6º posto
| 28/05/2011 | 11.00 | Azzorre | - | Mayotte | 70 - 53 | Pala "Don Pino Puglisi" – Montelepre |

#### Semifinali
|  | Semifinali | Semifinali | Semifinali |         |          | Finale   | Finale | Finale |  |
|  |            |            |            |         |          |          |        |        |  |
|  | 1A         | Sardegna   | 81         |         |          |          |        |        |  |
|  | 1A         | Sardegna   | 81         |         |          |          |        |        |  |
|  | 2B         | Martinica  | 61         |         |          |          |        |        |  |
|  | 2B         | Martinica  | 61         |         | Sardegna | Sardegna | 68     |        |  |
|  |            |            |            |         | Sardegna | Sardegna | 68     |        |  |
|  |            |            | Sicilia    | Sicilia | 65       |          |        |        |  |
|  | 1B         | Sicilia    | Sicilia    | Sicilia | 65       | 90       |        |        |  |
|  | 1B         | Sicilia    |            |         |          |          |        |        |  |
|  | 2A         | Madera     | 72         |         |          |          |        |        |  |

| 27/05/2011 | 9.00  | Sardegna | - | Martinica | 81 - 61 | Pala "Tre Santi" – Alcamo |
| 27/05/2011 | 11.00 | Sicilia  | - | Madera    | 90 - 72 | Pala "Tre Santi" – Alcamo |

##### Finale 3º-4º posto
| 28/05/2011 | 9.00 | Martinica | - | Madera | 73 - 65 | Pala "Tre Santi" – Alcamo |

#### Finale
| 28/05/2011 | 11.00 | Sardegna | - | Sicilia | 68 - 65 | Pala "Tre Santi" – Alcamo |

## Classifica
N.B: Con la colonna dei punti si intende la quantità di punti che ogni singolo sport aggiunge alla classifica generale della manifestazione.
| posiz | squadra   | Pt |
| ----- | --------- | -- |
|       | Sardegna  | 11 |
|       | Sicilia   | 10 |
|       | Martinica | 9  |
| 4     | Madera    | 5  |
| 5     | Azzorre   | 4  |
| 6     | Mayotte   | 3  |
| 7     | Corsica   | 2  |
| 8     | Elba      | 1  |

## Podio
| 2º posto Sicilia | 1º posto Sardegna | 3º posto Martinica |